# Kralj Lir (drama)
Kralj Lir (engl. King Lear) je tragedija Vilijama Šekspira, nastala 1605. godine, a prvi put objavljena 1623. godine. Vreme radnje je 8. vek pre Hrista u Engleskoj.
Zasnovana je na legendi o kralju Liru i podeli svoje imovine i vlasti svojim ćerkama. Kraljeva mentalna slabost se odmah na početku ogleda u principu podele vlasti i imovine kojom pristupa. On želi lažnu ljubav i javnu zahvalnost i želi da izgleda voljeno u očima sveta.
U ovom delu, kao i u nekim drugim Šekspirovim delima, kao glavni motiv provlači se motiv ludila. Taj motiv koji karakteriše psihu Šekspirovih junaka proučavali su razni književni kritičari, psiholozi i psihijatri.
Tragični kraj ove drame, smrt Kordelije i kralja Lira bio je podvrgnut mnogim kritikama u 18. i 19. veku posle kojih su nastale verzije i izvođenja u kojima glavni junaci prežive, a Edgar i Kordelija se venčaju. 
Kasnije nastaje i više televizijskih serija i filmova, kao i pozorišnih drama inspirisanih ovim delom.

## Likovi
- Kralj Lir je vladar Britanije pre njenog potpadanja pod vlast Rimske imperije. On je tragična figura oca čija pogrešna procena najmlađe ćerke označava početak njegovog sloma.
- Gonerila je Lirova najstarija ćerka i supruga vojvode od Olbanija.
- Regana je Lirova druga ćerka, i supruga vojvode od Konvala.
- Kordelija je Lirova najmlađa ćerka. Na početku drame nju prose vojvoda od Burgundije i kralj Francuske.
- Vojvoda od Olbanija je Gonerilin suprug. Gonerila ga prezire i ruga se njegovoj muškosti kada je prekori zbog odnosa prema ocu. Kasnije u drami on se okreće protiv svoje žene. Na kraju on preuzima vladavinu nad kraljevstvom.
- Vojvoda od Konvala je Reganin suprug. On je grofa Kenta stavio u kvrge, oslepeo Glostera. Pri tome ga je jedan od slugu smrtno ranio pokušavajući da odbrani Glostera.
- Grof od Glostera je Edgarov otac, i otac vanbračnog sina, Edmunda. Edmund obmane oca da Edgar da kuje zaveru protiv njega. Pred očevim gnevom Edgar beži prerušen u prosjaka Sirotog Tomu.
- Grof od Kenta je veran Liru, ali proteran kada se suprotstavio kralju zbog odluke da liši Kordeliju nasledstva. Prerušen on služi kralju skrivajući od njega svoj pravi identitet.
- Edmund je Glosterov vanbračni sin. On se udružuje sa Gonerilom i Reganom kako bi ostvario svoje ambicije. Njih troje čine ljubavni trougao.
- Edgar je zakoniti sin grofa Glostera. Prerušen u Sirotog Toma pomaže oslepljenom ocu.
- Osvald je Gonerilin sluga opisan kao lupež i čankoliz. Edgar ga ubija kada pokuša da ubije Glostera.
- Osman je šaljivčina koja prati kralja i koji jedini može i govori kralju istinu kroz šale i uvrede bez posledica i straha od kraljevog gneva.

## Sinopsis
Britanski kralj Lir objavljuje da će svoju imovinu podeliti svojim ćerkama i da će najviše dati onoj koja ga voli najviše.
Prva ćerka, Gonerila izjavljuje svoju ljubav ocu preko stihova, kao i da će njega uvek najviše da voli. Druga ćerka Regana izjavljuje nesto slično, kako bi se i ona dodvorila ocu za što više imovine. Treća ćerka Kordelija je kraljeva mezimica i nju najviše voli, ali ona ne može da ga laže kao ostale sestre. Ona kaže kako će se uskoro udati i da će njeno srce biti podeljeno na oca i muža. Kralj je hteo da čuje još izjava ljubavi i dodvoravanja i burno reaguje na ovu izjavu ćerke i odriče je se. 
Posle toga vojvoda od Burgundije odbija Kordelijinu ruku pošto neće da dobije miraz za nju, ali kralj Francuske je očaran iskrenošću i izjavljuje da želi da je uzme za ženu i onda njih dvoje odlaze u Francusku. 
Posle raznih dešavanja na dvoru i spletki kojima se svi bave, Gonerila prekorava kralja i kaže mu da zbog njegovih ljudi dvor izgleda kao krčma i da će ići na sud ukoliko nastavi sa svojim izlivima besa i udaranjem dvorana. Tad se kralj naljuti i rešava da ode kod svoje druge ćerke.
Pošto je Regana već primila pismo od Gonerile o postupcima oca, ona opravdava postupke sestre i govori mu da se vrati Gonerili i otpusti pola pratnje jer je skupo plaćati ih sve, a i sa toliko ljudi se ne može održati mir zato što njegovi ljudi slušaju njega a Gonerilini nju i da na istom dvoru to ne može da funkcioniše. Tad dolazi Gonerila koja mu kaže da ipak mora otpustiti svu svoju pratnju što njega ljuti i odlučuje da ode sa Kentom, vernim plemićem i dvorskom ludom.
Daljim spletom okolnosti se saznaje da je francuski kralj već poslao vojsku koja se iskrcala u Britaniju, a sve to zbog Kordelijine tuge kad je saznala da su sestre prevarile oca. 
Ubrzo Kordelija i francuski vojnici saznaju gde je kralj i dovode ga u francuski logor koji su podigli prilikom invazije i tu leče kralja. Dve sestre organizuju vojsku i dolazi do bitke između engleske i francuske vojske gde Englezi odnose pobedu, a Lira i Kordeliju zarobljavaju. 
U narednim danima nakon bitne Regana se razboleva i umire jer ju je Gonerila otrovala. Gonerilini planovi bivaju otkriveni i ona od stida beži i izvršava samoubistvo. U međuvremenu dželat izvršava naredbu sestara i ubija Kordeliju, ali Lir uspeva da ubije dželata, nakon čega od tuge umire i on.

## Literatura
- Foakes, R. A., ур. (1997). King Lear. The Arden Shakespeare, third series. Bloomsbury Publishing. ISBN 978-1-903436-59-2. doi:10.5040/9781408160268.
- Hadfield, Andrew, ур. (2007). King Lear. The Barnes & Noble Shakespeare. New York: Barnes & Noble. ISBN 978-1-4114-0079-5.
- Hunter, G. K., ур. (1972). King Lear. The New Penguin Shakespeare. Penguin Books.
- Kermode, Frank (1974). „Introduction to King Lear”.  Ур.: Evans, G. Blakemore. The Riverside Shakespeare. Houghton Mifflin. ISBN 978-0-395-04402-5.
- Pierce, Joseph, ур. (2008). King Lear. Ignatius Critical Editions. San Francisco: Ignatius Press. ISBN 978-1-58617-137-7.
- Allfree, Claire (7. 4. 2016). „Don Warrington's King Lear is a heartbreaking tour de force”. The Telegraph. Приступљено 6. 11. 2018.
- Armstrong, Alan (2003). „Unfamiliar Shakespeare”.  Ур.: Wells, Stanley; Orlin, Lena Cowen. Shakespeare: An Oxford Guide. Oxford: Oxford University Press. стр. 308–319. ISBN 978-0-19-924522-2.
- Ashliman, D. L., ур. (9. 2. 2013). „Love Like Salt: Folktales of Types 923 and 510”. Folklore and Mythology Electronic Texts. Приступљено 2. 11. 2018.
- Beckerman, Jim (21. 6. 2010). „Hudson Shakespeare Company takes King Lear outdoors”. The Record. Архивирано из оригинала 3. 3. 2016. г. Приступљено 6. 11. 2018.
- Billington, Michael (2. 9. 2016). „King Lear review – Sher shores up his place in Shakespeare royalty”. The Guardian. Приступљено 25. 12. 2017.
- Blake, Elissa (19. 11. 2015). „Three girls – lucky me! says Geoffrey Rush as he plays in King Lear”. The Sydney Morning Herald. Приступљено 6. 11. 2018.
- Bloom, Harold, ур. (2008). King Lear. Bloom's Shakespeare Through the Ages. Infobase Publishing. ISBN 978-0-7910-9574-4.
- Bradley, A. C. (1905) [first published 1904]. Shakespearean Tragedy: Lectures on Hamlet, Othello, King Lear, and Macbeth (20th impression, 2nd изд.). London: Macmillan.
- Bradley, Lynne (2010). Adapting King Lear for the Stage. Routledge. ISBN 978-1-4094-0597-9.
- Brode, Douglas (2001). Shakespeare in the Movies: From the Silent Era to Today. Berkley Books. ISBN 978-0-425-18176-8.
- Brown, Dennis (2001). „King Lear: The Lost Leader; Group Disintegration, Transformation and Suspended Reconsolidation”. Critical Survey. Berghahn Books. 13 (3): 19—39. ISSN 0011-1570. JSTOR 41557126. doi:10.3167/001115701782483408. eISSN 1752-2293.
- Burnett, Mark Thornton; Wray, Ramona, ур. (2006). Screening Shakespeare in the Twenty-First Century. Edinburgh: Edinburgh University Press. ISBN 978-0-7486-2351-8.
  - Greenhalgh, Susan; Shaughnessy, Robert (2006). „Our Shakespeares: British Television and the Strains of Multiculturalism”.  Ур.: Burnett, Mark Thornton; Wray, Ramona. Screening Shakespeare in the Twenty-First Century. Edinburgh: Edinburgh University Press. стр. 90–112. ISBN 978-0-7486-2351-8.
  - Lehmann, Courtney (2006). „The Postnostalgic Renaissance: The 'Place' of Liverpool in Don Boyd's My Kingdom”.  Ур.: Burnett, Mark Thornton; Wray, Ramona. Screening Shakespeare in the Twenty-First Century. Edinburgh: Edinburgh University Press. стр. 72–89. ISBN 978-0-7486-2351-8.
- Cavendish, Dominic (5. 11. 2016). „King Lear, Old Vic, review: 'Glenda Jackson's performance will be talked about for years'”. The Telegraph. Приступљено 5. 11. 2018.
- Croake, James W. (1983). „Alderian Family Counseling Education”. Individual Psychology. 39.
- Croall, Jonathan (2015). Performing King Lear: Gielgud to Russell Beale. Bloomsbury Publishing. ISBN 978-1-4742-2385-0. doi:10.5040/9781474223898.
- Crosby, John (22. 10. 1953). „Orson Welles as King Lear on TV is Impressive”. New York Herald Tribune. Приступљено 18. 11. 2018 — преко wellesnet.com.
- Danby, John F. (1949). Shakespeare's Doctrine of Nature: A Study of King Lear. London: Faber and Faber. OL 17770097M.
- Ekwall, Eilert (1928). English River-names. Oxford: Clarendon Press. LCCN 29010319. OCLC 2793798. OL OL6727840M. hdl:2027/uc1.b4598439.
- Elton, William R. (1988). King Lear and the Gods. Lexington: University Press of Kentucky. ISBN 978-0-8131-0178-1.
- Everett, Walter (1999). The Beatles as Musicians: Revolver Through the Anthology. Oxford: Oxford University Press. ISBN 978-0-19-512941-0.
- Freud, Sigmund (1997). Writings on Art and Literature. Meridian: Crossing Aesthetics. Stanford, CA: Stanford University Press. ISBN 978-0-8047-2973-4.
- de Grazia, Margreta; Wells, Stanley, ур. (2001). The Cambridge Companion to Shakespeare. Cambridge Companions to Literature. Cambridge: Cambridge University Press. ISBN 978-1-139-00010-9. doi:10.1017/CCOL0521650941 — преко Cambridge Core.
  - Holland, Peter (2001). „Shakespeare in the Twentieth-Century Theatre”.  Ур.: de Grazia, Margreta; Wells, Stanley. The Cambridge Companion to Shakespeare. Cambridge Companions to Literature. Cambridge: Cambridge University Press. стр. 199—215. ISBN 978-1-139-00010-9. doi:10.1017/CCOL0521650941 — преко Cambridge Core.
  - Jackson, Russell (2001). „Shakespeare and the Cinema”.  Ур.: de Grazia, Margreta; Wells, Stanley. The Cambridge Companion to Shakespeare. Cambridge Companions to Literature. Cambridge: Cambridge University Press. стр. 217—234. ISBN 978-1-139-00010-9. doi:10.1017/CCOL0521650941.014 — преко Cambridge Core.
  - Potter, Lois (2001). „Shakespeare in the Theatre, 1660–1900”.  Ур.: de Grazia, Margreta; Wells, Stanley. The Cambridge Companion to Shakespeare. Cambridge Companions to Literature. Cambridge: Cambridge University Press. стр. 183—198. ISBN 978-1-139-00010-9. doi:10.1017/CCOL0521650941.012 — преко Cambridge Core.
- Griggs, Yvonne (2009). Shakespeare's King Lear. Screen Adaptations. Bloomsbury Publishing. ISBN 978-1-4081-0592-4. doi:10.5040/9781408167168. Архивирано из оригинала 06. 09. 2023. г. Приступљено 15. 08. 2021.
- Gurr, Andrew; Ichikawa, Mariko (2000). Staging in Shakespeare's Theatres. Oxford Shakespeare Topics. Oxford: Oxford University Press. ISBN 978-0-19-871158-2.
- Hadfield, Andrew (2004).  Hadfield, Andrew, ур. Shakespeare and Renaissance Politics. Arden Critical Companions. London: Bloomsbury Publishing. ISBN 978-1-903436-17-2. doi:10.5040/9781472555212.
- Hickling, Alfred (7. 4. 2016). „King Lear review – as close to definitive as can be”. The Guardian. Приступљено 6. 11. 2018.
- Hodgdon, Barbara; Worthen, W. B. (2005). A Companion to Shakespeare and Performance. Blackwell Publishing. ISBN 978-1-4051-8821-0.
  - Lan, Yong Li (2005). „Shakespeare and the Fiction of the Intercultural”.  Ур.: Hodgdon, Barbara; Worthen, W. B. A Companion to Shakespeare and Performance. Blackwell Publishing. стр. 527—549. ISBN 978-1-4051-8821-0.
- Holloway, John (2014) [first published 1961]. The Story of the Night: Studies in Shakespeare's Major Tragedies. New York: Routledge. ISBN 978-1-138-01033-8.
- Hutchison, David (12. 10. 2015). „Don Warrington cast as King Lear at the Royal Exchange”. The Stage. Приступљено 6. 11. 2018.
- Jackson, Kenneth Hurlstone (1995) [first published 1953]. Language and History in Early Britain: A chronological survey of the Brittonic languages, first to twelfth century A.D. Edinburgh: University of Edinburgh Press. ISBN 978-1-85182-140-2.
- Jackson, Russell, ур. (2007). The Cambridge Companion to Shakespeare on Film. Cambridge Companions to Literature (2nd изд.). Cambridge: Cambridge University Press. ISBN 978-1-139-00143-4. doi:10.1017/CCOL0521866006 — преко Cambridge Core.
  - Guntner, J. Lawrence (2007). „Hamlet, Macbeth and King Lear on Film”.  Ур.: Jackson, Russell. The Cambridge Companion to Shakespeare on Film. Cambridge Companions to Literature (2nd изд.). Cambridge: Cambridge University Press. стр. 120–140. ISBN 978-1-139-00143-4. doi:10.1017/CCOL0521866006.008 — преко Cambridge Core.
  - Howard, Tony (2007). „Shakespeare's Cinematic Offshoots”.  Ур.: Jackson, Russell. The Cambridge Companion to Shakespeare on Film. Cambridge Companions to Literature (2nd изд.). Cambridge: Cambridge University Press. стр. 303–323. ISBN 978-1-139-00143-4. doi:10.1017/CCOL0521866006.018 — преко Cambridge Core.
- Jones, Gwilym (2015). Shakespeare's storms. Manchester: Manchester University Press. ISBN 978-1-5261-1185-2. OCLC 960871054.
- Kahn, Coppèlia (1986). „The Absent Mother in King Lear”.  Ур.: Ferguson, Margaret W.; Quilligan, Maureen; Vickers, Nancy J. Rewriting the Renaissance: The Discourses of Sexual Difference in Early Modern Europe. Women in Culture and Society. Chicago and London: The University of Chicago Press. стр. 33–49. ISBN 978-0-226-24314-6.
- Kamaralli, Anna (21. 12. 2015). „Thou hadst better avoid getting teary – and King Leary – this Christmas”. The Conversation. Приступљено 4. 1. 2016.
- Kronenfeld, Judy (1998). King Lear and the Naked Truth: Rethinking the Language of Religion and Resistance. London: Duke University Press. ISBN 978-0-8223-2038-8.
- Lewisohn, Mark (1988). Complete Beatles Recording Sessions: The Official Story of the Abbey Road Years 1962–1970. Hamlyn. ISBN 978-0-600-55798-2.
- McKernan, Luke; Terris, Olwen (1994). Walking Shadows: Shakespeare in the National Film and Television Archive. British Film Institute. ISBN 0-85170-486-7.
- McLaughlin, John J. (1978). „The Dynamics of Power in King Lear: An Adlerian Interpretation”. Shakespeare Quarterly. Folger Shakespeare Library. 29 (1): 37—43. ISSN 0037-3222. JSTOR 2869167. doi:10.2307/2869167. eISSN 1538-3555.
- McNary, Dave (19. 4. 2016). „Bruce Dern, Anthony Michael Hall to Star in King Lear Adaptation”. Variety. Приступљено 26. 12. 2017.
- McNeir, Waldo F. (1968). „The Role of Edmund in King Lear”. SEL: Studies in English Literature 1500–1900. Rice University. 8 (2, Elizabethan and Jacobean Drama): 187—216. ISSN 0039-3657. JSTOR 449655. doi:10.2307/449655. eISSN 1522-9270.
- Mitakidou, Soula; Manna, Anthony L. (2002). Folktales from Greece: A Treasury of Delights. Libraries Unlimited. ISBN 978-1-56308-908-4.
- Muir, Kenneth; Wells, Stanley, ур. (1982). Aspects of King Lear. Aspects of Shakespeare. Cambridge: Cambridge University Press. ISBN 978-0-521-28813-2.
  - Peat, Derek (1982). „'And That's True Too': King Lear and the Tension of Uncertainty”.  Ур.: Muir, Kenneth; Wells, Stanley. Aspects of King Lear. Aspects of Shakespeare. Cambridge: Cambridge University Press. стр. 43—55. ISBN 978-0-521-28813-2.
- Nestruck, J. Kelly (13. 5. 2012). „A King Lear in need of a king”. The Globe and Mail. Приступљено 6. 11. 2018.
- Nestruck, J. Kelly (14. 11. 2016). „Janet Wright played wise-cracking matriarch on Corner Gas”. The Globe and Mail. Приступљено 5. 11. 2018.
- Ouzounian, Richard (26. 11. 2015). „David Fox stars in 'Upper Canada' King Lear”. Toronto Star. Приступљено 6. 11. 2018.
- Quinn, Michael (27. 1. 2017). „Remastered: the legendary Argo Shakespeare recordings”. The Stage. Приступљено 7. 11. 2018.
- „Network Three – 29 September 1967”. Radio Times. св. 176 бр. 2289 (London South East изд.). 21. 9. 1967. Приступљено 7. 11. 2018 — преко BBC Genome Project.
- „Sunday Play: The Tragedy of King Lear – BBC Radio 3 – 10 April 1994”. Radio Times. св. 281 бр. 3665 (London изд.). 7. 4. 1994. Приступљено 7. 11. 2018 — преко BBC Genome Project.
- Reibetanz, John (1977). The Lear World: A Study of King Lear in Its Dramatic Context. Toronto: University of Toronto Press. ISBN 978-0-8020-5375-6.
- Ringham, Eric (23. 2. 2017). „Guthrie stages a heartbreaking, powerful Lear”. MPRNews. Minnesota Public Radio. Приступљено 7. 11. 2018.
- Rosenberg, Marvin (1992). The Masks of King Lear. Newark: University of Delaware Press. ISBN 978-0-87413-485-8.
- Rosenthal, Daniel (2007). 100 Shakespeare Films. British Film Institute. ISBN 978-1-84457-170-3.
- Shaheen, Naseeb (1999). Biblical References in Shakespeare's Plays. University of Delaware Press. ISBN 978-0-87413-677-7.
- Shaw, George Bernard (1961).  Wilson, Edwin, ур. Shaw on Shakespeare. Applause. ISBN 1-55783-561-6.
- Stevenson, W. H. (1918). „A note on the derivation of the name 'Leicester'” (PDF). The Archaeological Journal. Royal Archaeological Institute. 75: 30—31. ISSN 0066-5983 — преко Archaeology Data Service.
- Taylor, Gary; Warren, Michael, ур. (1983). The Division of the Kingdoms: Shakespeare's Two Versions of King Lear. Oxford: Clarendon Press. ISBN 978-0-19-812950-9.
- Wells, Stanley, ур. (1986). The Cambridge Companion to Shakespeare Studies. Cambridge Companions to Literature. Cambridge: Cambridge University Press. ISBN 978-0-521-31841-9.
  - Jackson, Russell (1986). „Shakespeare on the Stage from 1660 to 1900”.  Ур.: Wells, Stanley. The Cambridge Companion to Shakespeare Studies. Cambridge Companions to Literature. Cambridge: Cambridge University Press. стр. 187–212. ISBN 978-0-521-31841-9.
  - Warren, Roger (1986). „Shakespeare on the Twentieth-Century Stage”.  Ур.: Wells, Stanley. The Cambridge Companion to Shakespeare Studies. Cambridge Companions to Literature. Cambridge: Cambridge University Press. стр. 257–272. ISBN 978-0-521-31841-9.
- Wells, Stanley, ур. (1997). Shakespeare in the Theatre: An Anthology of Criticism. Oxford Shakespeare Topics. Oxford: Oxford University Press. ISBN 978-0-19-871176-6.
- Wells, Stanley; Orlin, Lena Cowen, ур. (2003). Shakespeare: An Oxford Guide. Oxford: Oxford University Press. ISBN 0-19-924522-3.
  - Tatspaugh, Patricia (2003). „Performance History: Shakespeare on the Stage 1660–2001”.  Ур.: Wells, Stanley; Orlin, Lena Cowen. Shakespeare: An Oxford Guide. Oxford: Oxford University Press. стр. 525–549. ISBN 0-19-924522-3.
  - Taylor, Michael (2003). „The Critical Tradition”.  Ур.: Wells, Stanley; Orlin, Lena Cowen. Shakespeare: An Oxford Guide. Oxford: Oxford University Press. стр. 323–332. ISBN 0-19-924522-3.
- Wells, Stanley; Stanton, Sarah, ур. (2002). The Cambridge Companion to Shakespeare on Stage. Cambridge Companions to Literature. Cambridge: Cambridge University Press. ISBN 978-0-511-99957-4. S2CID 152980428. doi:10.1017/CCOL0521792959 — преко Cambridge Core.
  - Dawson, Anthony B. (2002). „International Shakespeare”.  Ур.: Wells, Stanley; Stanton, Sarah. The Cambridge Companion to Shakespeare on Stage. Cambridge Companions to Literature. Cambridge: Cambridge University Press. стр. 174–193. ISBN 978-0-511-99957-4. doi:10.1017/CCOL0521792959.010 — преко Cambridge Core.
  - Gay, Penny (2002). „Women and Shakespearean Performance”.  Ур.: Wells, Stanley; Stanton, Sarah. The Cambridge Companion to Shakespeare on Stage. Cambridge Companions to Literature. Cambridge: Cambridge University Press. стр. 155–173. ISBN 978-0-511-99957-4. doi:10.1017/CCOL0521792959.009 — преко Cambridge Core.
  - Gillies, John; Minami, Ryuta; Li, Ruri; Trivedi, Poonam (2002). „Shakespeare on the Stages of Asia”.  Ур.: Wells, Stanley; Stanton, Sarah. The Cambridge Companion to Shakespeare on Stage. Cambridge Companions to Literature. Cambridge: Cambridge University Press. стр. 259–283. ISBN 978-0-511-99957-4. doi:10.1017/CCOL0521792959.014 — преко Cambridge Core.
  - Marsden, Jean I. (2002). „Improving Shakespeare: from the Restoration to Garrick”.  Ур.: Wells, Stanley; Stanton, Sarah. The Cambridge Companion to Shakespeare on Stage. Cambridge Companions to Literature. Cambridge: Cambridge University Press. стр. 21–36. ISBN 978-0-511-99957-4. doi:10.1017/CCOL0521792959.014 — преко Cambridge Core.
  - Moody, Jane (2002). „Romantic Shakespeare”.  Ур.: Wells, Stanley; Stanton, Sarah. The Cambridge Companion to Shakespeare on Stage. Cambridge Companions to Literature. Cambridge: Cambridge University Press. стр. 37–57. ISBN 978-0-511-99957-4. doi:10.1017/CCOL0521792959.003 — преко Cambridge Core.
  - Morrison, Michael A. (2002). „Shakespeare in North America”.  Ур.: Wells, Stanley; Stanton, Sarah. The Cambridge Companion to Shakespeare on Stage. Cambridge Companions to Literature. Cambridge: Cambridge University Press. стр. 230–258. ISBN 978-0-511-99957-4. doi:10.1017/CCOL0521792959.013 — преко Cambridge Core.
  - O'Connor, Marion (2002). „Reconstructive Shakespeare: reproducing Elizabethan and Jacobean stages”.  Ур.: Wells, Stanley; Stanton, Sarah. The Cambridge Companion to Shakespeare on Stage. Cambridge Companions to Literature. Cambridge: Cambridge University Press. стр. 76–97. ISBN 978-0-511-99957-4. doi:10.1017/CCOL0521792959.005 — преко Cambridge Core.
  - Schoch, Richard W. (2002). „Pictorial Shakespeare”.  Ур.: Wells, Stanley; Stanton, Sarah. The Cambridge Companion to Shakespeare on Stage. Cambridge Companions to Literature. Cambridge: Cambridge University Press. стр. 58–75. ISBN 978-0-511-99957-4. doi:10.1017/CCOL0521792959.004 — преко Cambridge Core.
  - Taylor, Gary (2002). „Shakespeare Plays on Renaissance Stages”.  Ур.: Wells, Stanley; Stanton, Sarah. The Cambridge Companion to Shakespeare on Stage. Cambridge Companions to Literature. Cambridge: Cambridge University Press. стр. 1–20. ISBN 978-0-511-99957-4. doi:10.1017/CCOL0521792959.001 — преко Cambridge Core.
  - Thomson, Peter (2002). „The Comic Actor and Shakespeare”.  Ур.: Wells, Stanley; Stanton, Sarah. The Cambridge Companion to Shakespeare on Stage. Cambridge Companions to Literature. Cambridge: Cambridge University Press. стр. 137–154. ISBN 978-0-511-99957-4. doi:10.1017/CCOL0521792959.008 — преко Cambridge Core.
- Wollaston, Sam (28. 5. 2018). „King Lear review – Anthony Hopkins is shouty, vulnerable and absolutely mesmerising”. The Guardian. Приступљено 7. 11. 2018.

## Spoljašnje veze
- King Lear – at Project Gutenberg
- King Lear Архивирано на веб-сајту  (3. август 2016) at the British Library
- King Lear public domain audiobook at LibriVox